# Harricourt
Harricourt ist eine französische Gemeinde mit 45 Einwohnern (Stand: 1. Januar 2022) im Département Ardennes in der Region Grand Est (bis 2015: Champagne-Ardenne). Sie gehört zum Arrondissement Vouziers, zum Kanton Vouziers und zum 1997 gegründeten Gemeindeverband L’Argonne Ardennaise.

## Geografie
Die Gemeinde Harricourt liegt 18 Kilometer östlich von Vouziers. Umgeben wird Harricourt von den Nachbargemeinden Saint-Pierremont im Norden, Bar-lès-Buzancy im Osten, Buzancy im Südosten, Thénorgues im Süden, Briquenay im Südwesten, Germont im Westen sowie Autruche im Nordwesten.
Unweit des Dorfkerns entspringt die Bar, die später zwischen Sedan und Charleville-Mézières von links in die Maas mündet.

## Geschichte
Im Jahr 1828 schlossen sich die Gemeinden Bar (heute: Bar-lès-Buzancy) und Harricourt zur Gemeinde Bar-et-Harricourt zusammen. Der Zusammenschluss wurde 1871 wieder aufgehoben.

## Bevölkerungsentwicklung
| Jahr                       | 1962 | 1968 | 1975 | 1982 | 1990 | 1999 | 2006 | 2012 | 2019 |
| Einwohner                  | 100  | 80   | 70   | 74   | 71   | 60   | 53   | 39   | 43   |
| Quellen: Cassini und INSEE |      |      |      |      |      |      |      |      |      |

## Sehenswürdigkeiten
- Kirche Saint-Rémy
- La Chambrerie, eine Festung aus dem 13. Jahrhundert

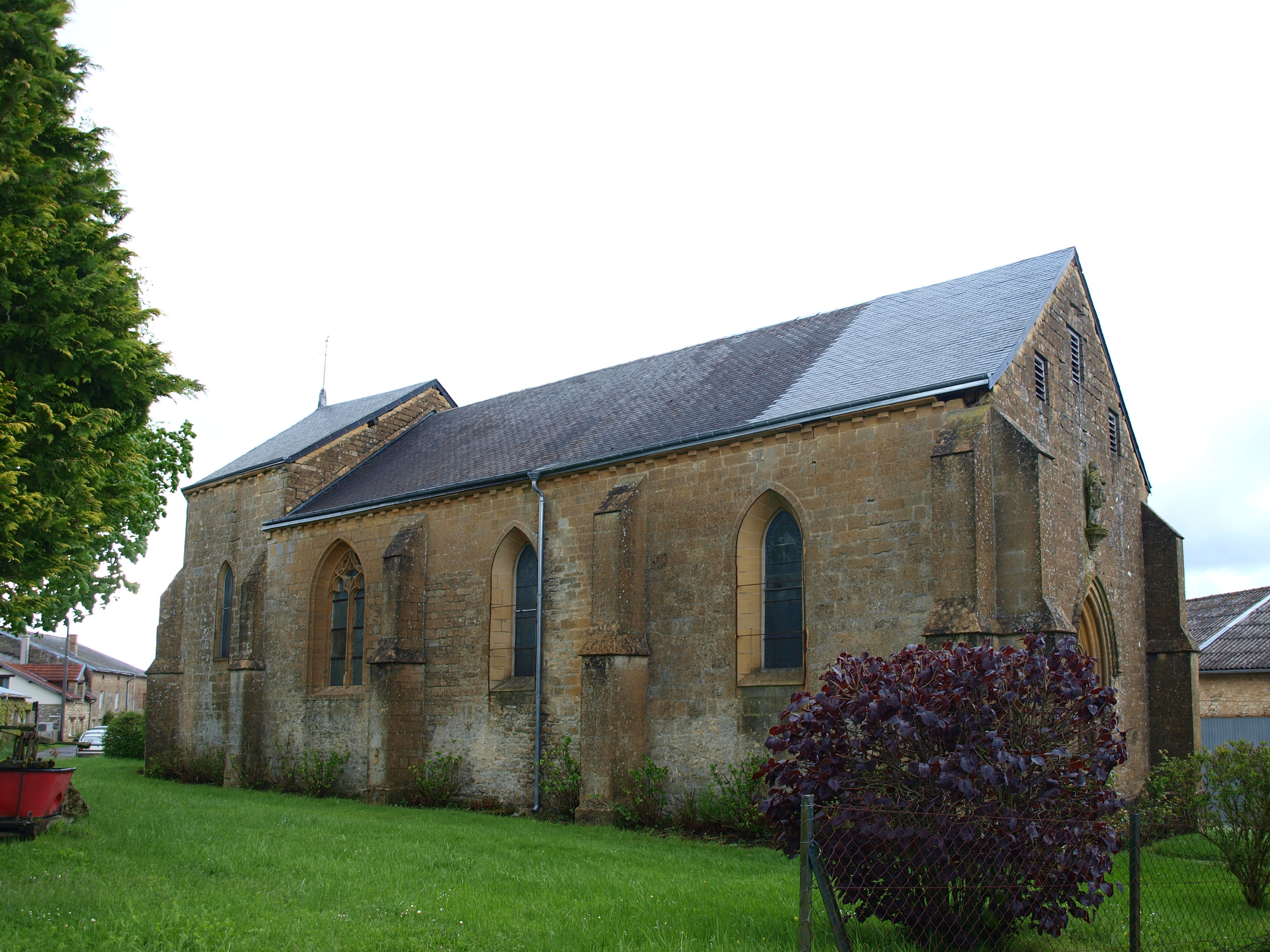
Kirche Saint-Rémy
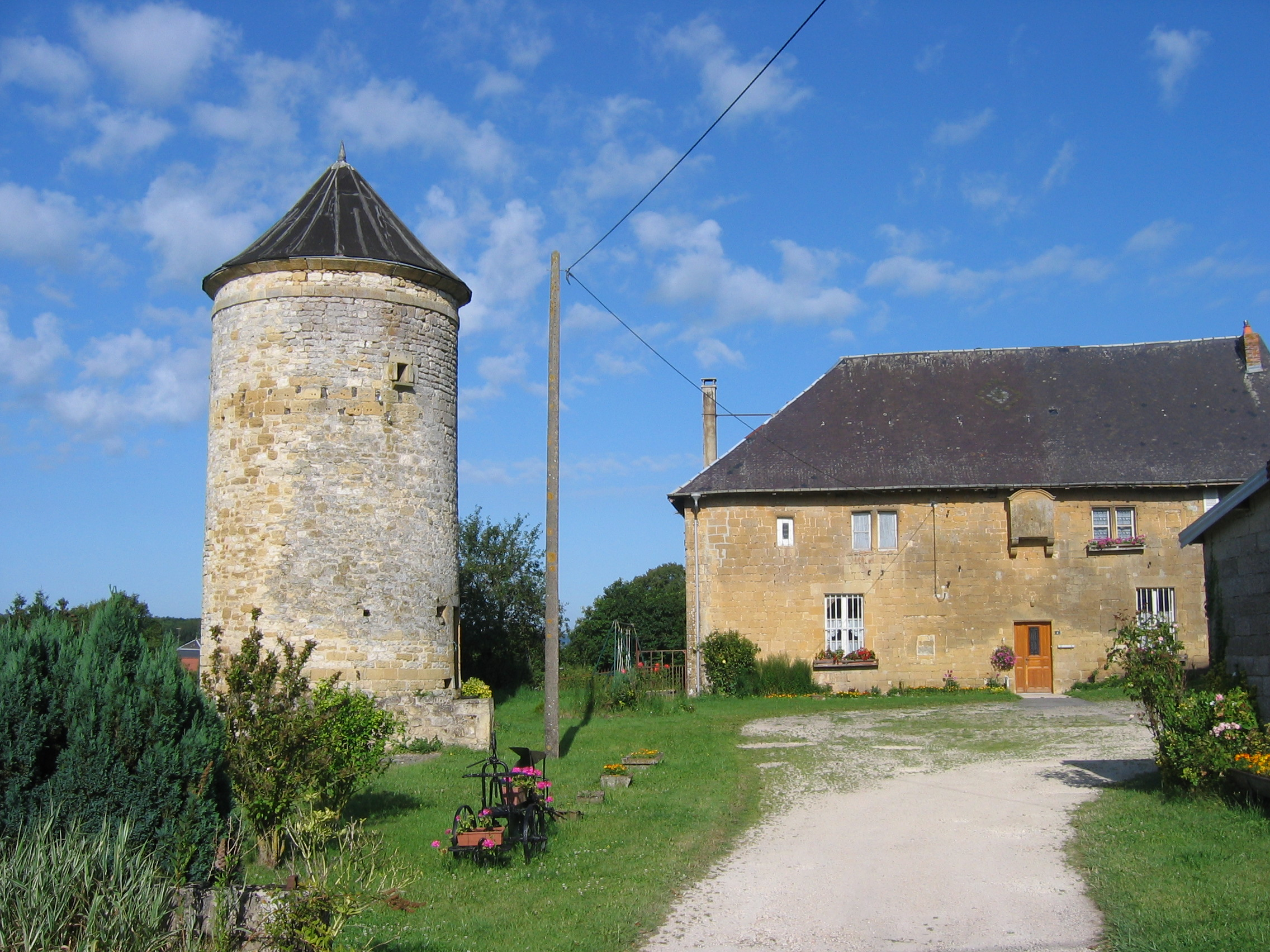
Mühle und Festung